# DNA Films
DNA Films é um estúdio de cinema britânico fundado por Andrew Macdonald e Duncan Kenworthy em 1997. É mais conhecida por produzir filmes dirigidos por Alex Garland. Eles também possuem uma divisão de televisão com a Walt Disney Television chamada DNA TV Limited.

## Localização
A DNA Films é uma das produtoras de maior sucesso do Reino Unido. A empresa está sediada em Londres.

## Filmografia
- Trainspotting (1996)
- Beautiful Creatures (2000)
- Strictly Sinatra (2001)
- The Parole Officer (2001)
- Heartlands (2002)
- The Final Curtain (2002)
- 28 Days Later (2002)
- Love Actually (2003)
- Mentiras Sinceras (2005)
- Notes on a Scandal (2006)
- The History Boys (2006)
- O Último Rei da Escócia (2006)
- Sunshine (2007)
- 28 Weeks Later (2007)
- Never Let Me Go (2010)
- Dredd (2012) (coprodução com IM Global, Lionsgate, Reliance BIG Pictures, IMAX e Entertainment Film Distributors)
- Sunshine on Leith (2013)
- Ex Machina (2014)
- Far from the Madding Crowd (2015)
- T2 Trainspotting (2017)
- Aniquilação (2018)
- Devs (2020) (TV)
- Black Narcissus (2020) (TV)
- Sir Alex Ferguson: Never Give In (2021)
- Men (2022)
- Shōgun (2024) (TV)
- Guerra Civil (2024)